# Подстрм
Подстрм (словен. Podstrm) — поселення в общині Костанєвиця-на-Кркі, Споднєпосавський регіон, Словенія. Висота над рівнем моря: 312,9 м.